# Tabitha Babbitt
Sarah Babbitt, detta Tabitha (Hardwick, 9 dicembre 1779 – Harvard, 10 dicembre 1853), è stata un'inventrice statunitense, una delle prime donne statunitensi a creare e inventare strumenti. È considerata l'inventrice della sega circolare (invenzione accreditata nel 1810) e della protesi dentaria.

## Biografia
Nata a Hardwick (in Massachusetts), figlia di Seth e Elizabeth Babbitt, il 12 agosto del 1793 diventò una componente degli Shakers all'interno della comunità di Harvard.

## Invenzione della sega circolare
A Babbitt è attribuita l'invenzione della prima sega circolare utilizzata in una segheria nel 1813. Secondo gli Shakers, Babbitt stava osservando gli uomini usare il difficile seghetto quando notò che metà del loro movimento era sprecato. Propose di creare una lama rotonda per aumentare l'efficienza. La sega circolare fu collegata a una macchina ad acqua per ridurre lo sforzo di tagliare il legname. La prima sega circolare che presumibilmente fece, fu ad Albany, nello stato di New York. Nell'estate del 1948, una versione della sega di Babbitt, costruita secondo le sue specifiche, venne esposta in una mostra degli Shaker a Fenimore Housea Cooperstown (New York), presa in prestito dal New York State Museum.
A Babbitt è anche attribuita l'invenzione di un processo per la fabbricazione di protesi dentarie e un miglioramento della ruota girevole. Presumibilmente ha anche inventato il taglia chiodi, anche se gli Shaker attribuiscono questa invenzione ad Eli Whitney, che non faceva parte della comunità.

### Polemiche sull'invenzione della sega circolare
Poiché Babbitt non brevettò nessuna delle sue invenzioni e il riferimento alla sua invenzione esiste solo nella tradizione degli Shaker, si discusse sul fatto che fosse lei la vera inventrice della sega circolare. Secondo alcuni resoconti, due uomini francesi brevettarono la sega circolare negli Stati Uniti, dopo aver letto della sega di Babbitt sui giornali. M. Stephen Miller sostiene che, in base alla data in cui si unì alla comunità, Tabitha Babbitt non fu l'inventrice della sega circolare; lui sostiene che l'invenzione venne fatta da Amos Bishop o Benjamin Bruce nel 1793 nel villaggio degli Shaker del Monte Libano, e non da uno shaker.